# Donato Squicciarini
Donato Squicciarini (Altamura, 24 d'abril de 1927 – Roma, 5 de març de 2006) va ser un arquebisbe catòlic i diplomàtic italià, al servei de la Santa Seu.
Fou ordenat sacerdot el 12 d'abril de 1952 a la seva ciutat natal, encara que estudià a Roma, on es llicencià en teologia i dret. El 1958 esdevé diplomàtic de la Santa Seu i el 1958 fou destinat a Panamà, el 1960 a Colòmbia, el 1961 sota el nunci apostòlic Corrado Bafile a Alemanya i el 1966 a Turquia, on hi organitzà la visita del papa Pau VI. El 1967 tornà a la Secretaria d'Estat i del 1975 al 1978 va treballar amb el nunci Opilio Rossi a Viena.
El papa Joan Pau I el nomenà el 31 d'agost de 1978 arquebisbe titular de Tiburnia i Nunci Apostòlic a Burundi. Squicciarini escull com a lema Veritas et Caritas. El 26 de novembre de 1978 va rebre l'ordenació episcopal a Altamura del cardenal Franz König.
Del 1981 al 1989 fou Pro-Nunci a Camerun, Gabon i Guinea Equatorial. De l'1 de juliol 1989 al 2002 fou Nunci Apostòlic a Àustria: en aquest període es produí l'escàndol de les acusacions de pedofília contra l'arquebisbe vienès Hans Hermann Groër, el moviment del Kirchenvolk el 1995 i el nomenament del bisbe Kurt Krenn (1991) a Sankt Pölten, Paul Iby (1993) a Eisenstadt, Christoph Schönborn (1995) a Viena, Alois Kothgasser (1997) a Innsbruck, Alois Schwarz (2001) a Klagenfurt. Del 1990 al 1994 Squicciarini fou també representant estable de la Santa Seu a diverses organitzacions internacionals a Viena.
Es va veure embolicat en la controvèrsia per la concessió de l'Orde de Pius IX a Kurt Waldheim. Donato Squicciarini va rebre l'Orde del Mèrit de la República d'Àustria en 2000. Va morir a Roma el 5 de març de 2006.

## Obres
- Beitrag für einen Dialog über die Themen des Kirchenvolks-Begehrens, Vienna, Nunziatura Apostolica, 1995.
- Dialog in Wahrheit und Liebe (a cura di Egon Kapellari e Herbert Schambeck), Graz, Styria, 1997. ISBN 3-222-12546-5
- Die Apostolischen Nuntien in Wien, Città del Vaticano, Libreria Editrice Vaticana, 2000, ISBN 88-209-7055-4.